# Nomada glaberrima
Nomada glaberrima är en biart som beskrevs av Otto Schmiedeknecht 1882. Nomada glaberrima ingår i släktet gökbin, och familjen långtungebin. Inga underarter finns listade i Catalogue of Life.